# Federated Hermes
Federated Hermes er en amerikansk formueforvaltningsvirksomhed med hovedkvarter i Pittsburgh, Pennsylvania. De har aktiver under forvaltning for 669 mia. USD.
Federated Investors blev etableret i 1955 af highschool-kammeraterne John F. Donahue, Richard B. Fisher og Thomas J. Donnelly. I 1957 blev virksomheden incorporated.